# Die wahre Geschichte des Ah Q (Bühnenwerk)
Die wahre Geschichte des Ah Q. Nach Lu Xun ist ein Bühnenstück in acht Akten von Christoph Hein nach der gleichnamigen Novelle von Lu Xun.
Das Stück wurde am 22. Dezember 1983 unter der Regie von Alexander Lang am Deutschen Theater Berlin uraufgeführt. Es erlebte in der darauf folgenden Berliner Spielzeit noch 45 Aufführungen. Das Stück wurde am 15. November 1984 in Straßburg und Paris (Titel „Entre chien et loup“), am 16. Dezember 1984 in Kassel (BRD-Erstaufführung 1984, Regie Valentin Jeker), am 20. Februar 1985 in Graz (österreichische Erstaufführung, Regie Hein Hartwig) und am 30. Mai 1985 im Theater am Neumarkt in Zürich (Regie Peter Schweiger) erstaufgeführt. 1985 gab es noch weitere Inszenierungen – am 4. Juni in Bern, am 15. Juni in Düsseldorf (Lu Xun), am 20. September im Teatro Darainha in Portugal und am 19. Dezember in Nürnberg. Das Stück wurde in Bordeaux (5. Februar 1986), Wiesbaden (18. April 1986), Hamburg (9. Oktober 1986), Opole (20. Oktober 1986), Łódź, Tübingen (25. Februar 1987, Regie Meinhard Zanger), Wien (7. März 1987), Schwedt (24. April 1987), West-Berlin (20. Juni 1987, Regie Friedhelm Ptok), Saarbrücken (30. Mai 1988), Ústí nad Labem (Oktober 1988), Rio de Janeiro (November 1988, Regie Sergio Fonta), Paderborn (2. Juni 1989), Gießen (1989, Regie Meinhard Zanger), München (Januar 1990), Nordhausen (April 1990), Krefeld-Mönchengladbach (24. April 1990), Altenburg (September 1990), Zwickau, Chemnitz und in Neustrelitz gespielt.
Der Text erschien 1984 im Verlag Luchterhand in Darmstadt.
Tragisch: Zwei Protagonisten des nur fünf Figuren umfassenden Personals kommen zu Tode. Komisch: Der Autor nimmt die gleichnamige Novelle des Chinesen Lu Xun aus dem Jahr 1921 als Vorlage und mischt in seinem Schauspiel unbekümmert alle möglichen chinesischen und abendländischen Kulturelemente anachronistisch-kunterbunt durcheinander.

## Inhalt

### Handlung
1. Ah Q und Wang Krätzebart werden dem Zuschauer als halb verhungerte Landstreicher[7] vorgestellt. Im Winter haben die beiden Männer in einer zugigen Tempelruine, die laut Bühnenanweisung an einen Getreidespeicher erinnert, Unterschlupf gefunden. In das baufällige Gebäude hat es hereingeschneit. Trotzdem – die beiden richten sich auf ihren Matratzen neben kleinen Schneewehen häuslich ein.
2. Ah Q macht keine leeren Worte.[8] Er und Wang debattieren mit dem alten Tempelwächter über Feinde der Freiheit, Blut, Revolution und Anarchie. Der Tempelwächter schließt die beiden über Nacht ein.
3. Die junge Nonne Maria Martha Martirio bringt jeden Donnerstag kümmerliche Verpflegung. Eigentlich sollten Ah Q und Wang das Tempeldach reparieren. Sie denken nicht daran, sondern warten auf die angeblich aus der Stadt herannahende Revolution. Ah Q begehrt die Nonne. Er verspricht ihr ein wunderschönes Negligé. Sie will nicht mit ihm schlafen. Es kommt zu Kampf. Die Nonne kann flüchten. 
Auf Befehl des Ehrwürdigen Herrn Zhao soll Ah Q nun vom Dorfpolizisten Maske mit zwanzig Peitschenhieben bestraft werden. Maske hat den Namen nach seinem Gesicht, das der Ehrwürdige Herr Zhao früher einmal mit dem Schweißbrenner verunstaltet hat. Seitdem ist er ein Vieh.[A 4]
Ah Q, der die Stahlpeitsche fürchtet, macht Ausflüchte. Maske kann die Ausrede des Verurteilten nicht glauben und fragt beim Ehrwürdigen Herrn nach. Ergebnis: Zwanzig wird auf sechzig erhöht.
4. Von Maske halb totgeschlagen, muss Ah Q liegen. Nur das Wort Anarchie kann den übelst Verprügelten einigermaßen innerlich aufrichten. Seines Bleibens auf dem Dorfe soll nicht länger sein. Sobald er wieder auf den Beinen sein wird, will er die Nähe der Revolutionäre in der Stadt suchen.
5. Wohlhabend kommt Ah Q – mit einem wunderschönen Negligé im Gepäck – aus der Stadt in Wangs zugige Behausung zurück. Den Besitz hat sich der egomanische[9] Ah Q ergaunert.
6. Die Nonne Maria weist das Geschenk zurück. Ah Q hat schlechte Nachricht von der lärmenden Revolution aus der Stadt. Den Anarchisten unter den Revolutionären wird mit einem scharfen Beil der Kopf abgeschlagen.
7. Ein Fremder aus der Stadt trägt die Revolution aufs Dorf. Es stellt sich heraus, der Einzelgänger[10] Wang Krätzebart, der große Theoretiker der Revolution, wurde einfach vergessen. Doch der Ehrwürdige Herr Zhao heißt nun revolutionärer Herr.
Es sieht so aus, als habe Maria dem Ah Q die Unbedachtheit verziehen. Die Nonne bringt den beiden eingesperrten Anarchisten Wang und Ah Q das Essen und neueste Nachrichten. Marias Kloster wurde in „Revolutionäres Kloster zur unbefleckten Empfängnis“ umbenannt und beim revolutionären Herrn Zhao wurde eingebrochen. Nun hat der Zuschauer den Eindruck, der Nonne gefällt das Negligé, denn sie liebäugelt mit der Annahme des Geschenks. Ah Q gesteht Maria seine Liebe. Wieder will er mit ihr schlafen. Wieder kämpfen beide. Als Ah Q die Nonne vergewaltigt, stirbt sie.
8. Ah Q wird wegen des Einbruchs beim revolutionären  Herrn Zhao von dem Dorfpolizisten Maske der Kopf abgeschlagen. Während der Exekution hatte der Delinquent die Anarchie hochleben lassen und war anschließend für eine Tat, die er gar nicht begangen haben konnte, gestorben. Der Tempelwächter muss den Tod Marias dem revolutionären Herrn melden. Zuvor will Wang das Weite suchen.

## Selbstzeugnis
Hein in einem Interview mit Gregor Edelmann: Anarchisten seien „gesellschaftliche Träumer und Anreger“.

## Uraufführung
1983 spielte in den Kammerspielen des Deutschen Theaters Berlin Dieter Montag den Ah Q, Christian Grashof den Wang Krätzebart, Roman Kaminski den Tempelwächter, Gudrun Ritter die Nonne und Friedo Solter den Dorfpolizisten Maske.

## Rezeption

### Äußerungen nach Bühnenaufführungen
Berliner Uraufführung
Ingrid Seyfarth („Sonntag“, Nummer 3, 1984) rätselt über den Sinn des nicht sparsam eingespielten überlauten DDR-Rock. Diese Uraufführung „mit sehr viel Lärm“ kann Ernst Schumacher („Berliner Zeitung“ vom 10. Januar 1984) nicht überzeugen. Die Kämpfe der Zeit würden zu unkonkret – weil „plakativ“ – reflektiert. Somit werde dem Zuschauer jede „Einfühlung“ verwehrt. Perspektiven fehlten bei diesem „Warten auf Godot“. Auch Martin Linzer („Theater der Zeit“, Heft 3, 1984) macht sich seine Gedanken zur Uraufführung. Dabei geht er von Heins Anmerkung aus, nach der die Zeit für seine Figuren in dem Stück nicht mehr recht fassbar sei. Regisseur Lang wolle jene Zeit durch den Zuschauer substituieren. Freilich sei das Spiel alles andere als eindeutig. Somit könne beim Zuschauer auch keine „Botschaft“ ankommen, sondern höchstens eine „Nachricht“.
Erstaufführung in Frankreich
Andreas Roßmann („Frankfurter Rundschau“ vom 12. Dezember 1984) versteht die französische Erstaufführung als Komödie, in der die Figuren in der „Kälte der Welt“ verzweifelt bestehen wollen.
Bundesdeutsche Erstaufführung in Kassel
Roßmann („Frankfurter Rundschau“ vom 25. Dezember 1984) betrachtet den Titel gebenden Terminus „wahre Geschichte“. Demnach gebe das Stück dem Zuschauer Ansatzpunkte in die Hand, um über die eigene Befindlichkeit zu phantasieren. Edith Gerhards stellt klar („Deutsche Volkszeitung“ vom 4. Januar 1985), es gehe nicht um die chinesische Revolution 1911, sondern um Verweigerer unserer Gesellschaft. Genauer – vorgespielt werde das Unvermögen zweier Revolutionäre, die Umwälzung zu vollziehen. Heinz Klunker („Theater heute“, Heft 3, 1985) bedauert jene Ost-West-Verständigungsschwierigkeiten, die im Umfeld der Aufführung des Stücks wiederum zu Tage träten.
Erstaufführung in der Schweiz
Dominik Hunger („Basler Zeitung“ vom 7. Juni 1985) geht auf zwei Besonderheiten ein. Während in der Zürcher Inszenierung das Reden der Ideologen über die Revolution dominiere, werde in der Berner Aufführung mehr die dem Stück immanente Gewalt betont.

### Besprechungen
Hörnigk gibt in seinem Aufsatz eine treffende Kurzcharakteristik des Stücks: Die Revolution scheitert an der Untätigkeit ihrer „Akteure“. Zudem lassen Ah Q und Wang alle denkbaren Erniedrigungen über sich ergehen. Jenes nicht traditionelle Verfahren der Distanzierung von der Wirklichkeit, das Hein mit dramaturgischen Mitteln anstrebt, umschreibt Hörnigk mit „Überpointierung“, „Vergröberung“ und „Nachahmung durch Clownerie“.
Krumbholz geht auf den „Asketen“ und „Theoretiker“ Wang ein. Dessen Theorie heiße einfach Anarchie.
Die Gerechtigkeit, die Ah Q scheinbar widerfahre, sei weiter nichts als eine Sequenz von Absurditäten. Den Tempel mit seinem kaputten Dach nimmt Krumbholz als Sinnbild für die morsche DDR. Auch Tötebergs Besprechung kreist vornehmlich um solche Begriffe wie DDR und Anarchie. Töteberg zitiert ein 1985er-Interview Heins. Darin „erklärt“ der Autor sein Stück. Ah Q und Wang seien in die Anarchie vernarrt, weil im ersten Schritt ihrer Revolution Tabula rasa gemacht werden muss. Dabei fehle den beiden eine Ideologie: Kiewitz spricht von „geistiger Obdachlosigkeit“ als dem Kern des Stücks. Daraus folge der wiederholt propagierte Anarchismus. Die erbärmliche Figur des Ah Q habe auch ihr Positives. Indem Ah Q sich zu seiner Schuld bekennt und stirbt, mache er Tabula rasa auf seine Art und stehe als Märtyrer da.
Albrecht nennt elf weiterführende Arbeiten.

### Textausgaben
Verwendete Ausgabe
- „Die wahre Geschichte des Ah Q. Nach Lu Xun“. S. 5–60 in: Christoph Hein: Die Ritter der Tafelrunde und andere Stücke. 264 Seiten. Aufbau-Verlag, Berlin 1990 (1. Aufl.), ISBN 3-351-01632-8

### Sekundärliteratur
- Martin Krumbholz: „Utopie und Illusion. Die arbeitende Geschichte in den Stücken von Christoph Hein.“ S. 28–35 in Heinz Ludwig Arnold (Hrsg.): „Text+Kritik. Zeitschrift für Literatur. Heft 111. Christoph Hein.“ München, Juli 1991, ISBN 3-88377-391-3
- Michael Töteberg: „Der Anarchist und der Parteisekretär. Die DDR-Theaterkritik und ihre Schwierigkeiten mit Christoph Hein.“ S. 36–43 in: ebenda.
- Manfred Brauneck (Hrsg.), Gérard Schneilin (Hrsg.): Theaterlexikon. Begriffe und Epochen, Bühnen und Ensembles. Rowohlt, Reinbek 1992. 1138 Seiten, ISBN 3-499-55465-8
- Klaus Hammer (Hrsg.): „Chronist ohne Botschaft. Christoph Hein. Ein Arbeitsbuch. Materialien, Auskünfte, Bibliographie.“ 315 Seiten. Aufbau-Verlag, Berlin 1992, ISBN 3-351-02152-6
- Frank Hörnigk: „Die wahre Geschichte des Ah Q - ein Clownsspiel mit Phantasie“. S. 195–199 in: ebenda.
- Christl Kiewitz: „Der stumme Schrei. Krise und Kritik der sozialistischen Intelligenz im Werk Christoph Heins.“ 308 Seiten. Stauffenburg Verlag, Tübingen 1995 (Diss. Universität Augsburg 1994), ISBN 3-86057-137-0 (S. 113–142)
- Terrance Albrecht: „Rezeption und Zeitlichkeit des Werkes Christoph Heins.“ 191 Seiten. Peter Lang, Frankfurt am Main 2000, ISBN 3-631-35837-7